# Eidsbotnen
Der Eidsbotnen (norwegisch für Isthmuskessel) ist ein Tal im ostantarktischen Königin-Maud-Land. Es liegt im nördlichen Teil des Alexander-von-Humboldt-Gebirge im Wohlthatmassiv.
Wissenschaftler des Norwegischen Polarinstituts benannten es 1967.